# 克里斯·安德森 (作家)
克里斯·安德森（英語：Chris Anderson，1961年7月9日—）生于英国伦敦，英裔美籍作家、企业家，曾供职于《自然》和《科学》期刊，1994年入职《经济学人》杂志，2001年离职，同年加入《连线》杂志，2012年起担任总编，在加入《连线》之前，在《经济学人》供职七年，因2004年发表《长尾理论》而名噪一时，此文扩充版经由许珀里翁出版社于2006年7月11日公开出版，被列入"《纽约时报》畅销书排行榜(非小说类)"。2012年，克里斯·安德森辞去《连线》杂志总编一职，创办无人机制造商3D Robotics公司。

## 生平与著作

### 早年生活
1961年7月9日生于英国伦敦，1966年，安德森5岁的时候举家移民美国。在乔治·华盛顿大学获得物理学学士学位后，安德森在加州大学伯克利分校进修量子力学与科学新闻,随后供职于洛斯阿拉莫斯国家实验室。

### 职业生涯
安德森职业生涯起飞于在《自然》和《科学》期刊担任编辑达6年之后，1994年-2001年供职于《经济学人》杂志，在此期间，安德森的足迹遍及伦敦、 香港、纽约等地，其职务由科技编辑变更为美国商业编辑。2001年，在美国互联网泡沫破灭的时候，他加入《连线》杂志。
2004年，安德森在《连线》发表《长尾理论》，此文扩充后经由许珀里翁出版社以《长尾理论：为什么商业的未来是小众市场》为名于2006年7月11日公开出版。该部著作被列入"《纽约时报》畅销书排行榜(非小说类)"，此书阐述了这样一个现象：那些原来不受到重视的销量小但种类多的产品或服务由于总量巨大，累积起来的总收益超过主流产品的现象。而此种现象在互联网领域尤为显著。
2009年，出版《免费：商业的未来》，此书阐述了这样一个论断：“免费”是一种新型的商业模式，它所代表的正是数字化互联网时代的商业模式的未来。不过，安德森此部著作被指控剽窃英文维基百科。但是，安德森予以否认。《免费：商业的未来》排在"《纽约时报》畅销书排行榜"第12位。此书曾一度开放版权，在两周内，电子复制版下载量高达200,000到300,000次The unabridged audiobook remains free.。
2012年，安德森出版第三部著作《创客：新工业革命》，此书是在2010年评论文章"下一次工业革命，原子将成为新的比特"的基础之上扩充而成。此书认为企业家正在使用开源设计、3D打印等新兴技术将使得美国制造业东山再起。他在书中阐释的新理念，譬如众包概念随后获得认可，在2012年2月，《哈佛商业评论》 发表了题为"从自己做到一起做"的评论文章，高度肯定安德森的众包理念。
2013年12月22日，安德森接受《安倍小时》专访，他在采访中与主持人讨论了他的职业生涯、作品、硬件以及无人机行业。

### 商业经历
2007年，安德森创立GeekDad，后来成为《连线》网站的一部分。2012年，安德森的总编职位被肯·登米德取代，但是仍然担任GeekDad的荣誉编辑 。2007年，安德森创办在线旅游网站Booktour,2011年12月，网站停运。
2007年10月，安德森被外界描述为“空中探测狂热者”，他经常操作一个装载摄影机的遥控飞行器在劳伦斯伯克力国家实验室上空飞行，在一次飞行试验中，他的飞行器掉进了一棵树上，引发了安全问题。安德森对飞行器的狂热促使他于2009年创办3D Robotics，从DIYdrones公司拆分而来。2007年5月，安德森被《时代》杂志遴选为2007年年度“全球百大思想家”。

## 个人生活
安德森目前和他的太太以及5个子女居住在美国加利福尼亚伯克利。安德森是在《自然》期刊工作期间结识了现在的妻子。安德森拥有英国与美国双重国籍。

## 代表作品
- 克里斯·安德森. . 纽约: 许珀里翁出版社. 2006. ISBN 978-1-4013-0966-4.
- 克里斯·安德森. . 纽约: 许珀里翁出版社. 2009. ISBN 978-1-4013-2290-8.
- 克里斯·安德森. . 纽约: 皇冠出版社. 2012. ISBN 978-0-3077-2095-5.